# Renage
Renage är en kommun i departementet Isère i regionen Auvergne-Rhône-Alpes i sydöstra Frankrike. Kommunen ligger i kantonen Rives som tillhör arrondissementet Grenoble. År 2022 hade Renage 3 361 invånare.

## Befolkningsutveckling
Antalet invånare i kommunen Renage
Referens:INSEE